# Abbazia di San Vedasto

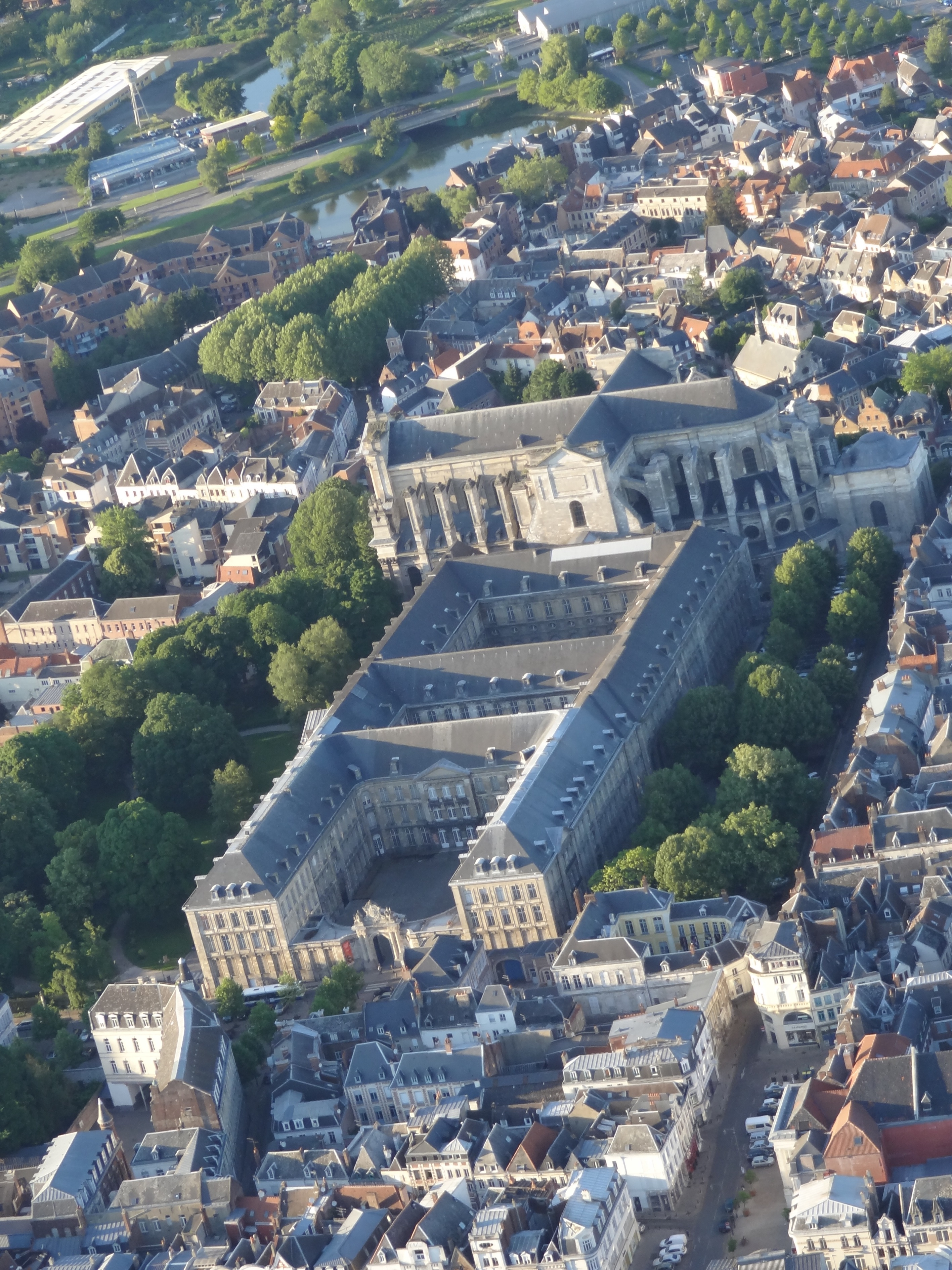
Vista del complesso architettonico della'Abbazia

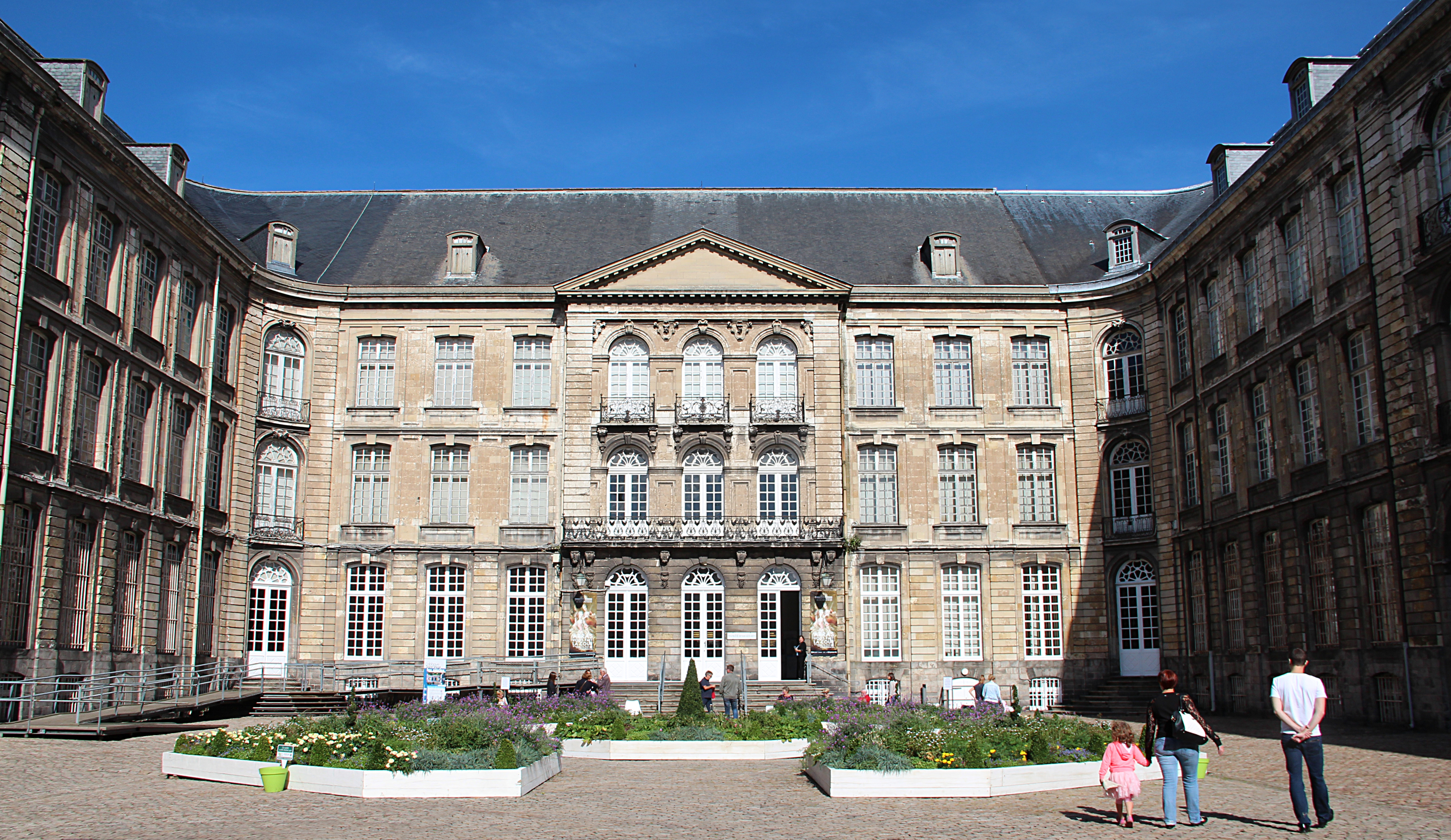
Cortile centrale

L'Abbazia di San Vedasto (in francese Abbaye Saint-Vaast) è un edificio religioso di Arras, in Francia. Sorto come abbazia benedettina, il complesso architettonico ha poi avuto diversi usi. Oggi la chiesa abbaziale è la Cattedrale di Arras mentre altri edifici ospitano il Musée des Beaux-Arts.

## Storia
L'abbazia fu fondata nel 667. San Vedasto, o Vaast (c. 453–540) fu il primo vescovo di Arras e fu sepolto nella vecchia cattedrale di Arras. Nel 667 Aubert, settimo vescovo di Arras, iniziò a costruire un'abbazia per i monaci benedettini sul sito di una piccola cappella che san Vedasto aveva eretto in onore di san Pietro. Le reliquie di Vedasto furono trasferite nella nuova abbazia, che fu completata dal successore di Aubert e generosamente dotata dal re Teodorico III, che insieme alla moglie vi fu poi sepolto.
L'abbazia bruciò nel 783, ma fu successivamente ricostruita. Nell'867 intorno al monastero era cresciuto un vicus monasterii, abitato da persone impiegate in vari mestieri come fornai, birrai e fabbri che fornivano servizi all'abbazia. Sotto uno statuto di Carlo il Calvo, sette feudi dovevano rifornire l'abbazia di lino e lana.
Nel 1008, Riccardo di Verdun. abate di Saint-Vanne, divenne anche abate di San Vedasto, che governò tramite il priore. Era noto per l'acquisizione di reliquie, alcune di dubbia provenienza. L'abbazia presumibilmente custodiva la testa di san Giacomo, che attirava pellegrini.
Fu in questo periodo che la Bibbia di Saint-Vaast fu prodotta dallo scriptorium dell'abbazia.
L'abbazia di San Vedasto era di grande importanza tra i monasteri dei Paesi Bassi. Tra il 1433 e il 1435, l'abate Jean de Clercq incaricò Jacques Daret di dipingere una pala d'altare per la chiesa abbaziale. I quattro riquadri raffigurano la Visitazione, la Natività, l'Adorazione dei Magi e la Presentazione al Tempio, tutti oggi dispersi in vari musei.
L'abbazia fu esente dalla giurisdizione vescovile e mantenne la sua indipendenza fino al 1778, quando fu aggregata alla Congregazione di Cluny. Alla Rivoluzione francese fu soppresso e gli edifici monastici furono adibiti prima ad ospedale e poi a caserma. Nel 1838 i locali furono acquistati dal Comune; una parte era adibita a museo e archivio, il resto a residenza del vescovo. La chiesa abbaziale, che era stata profanata e parzialmente distrutta, fu ricostruita e consacrata nel 1833 e ora è diventata la cattedrale di Arras, in sostituzione dell'ex cattedrale gotica distrutta durante la Rivoluzione. Gli edifici dell'abbazia oggi ospitano il Musée des beaux-arts d'Arras.